# Commonwealth Games 2014
| Medaillenspiegel               | Medaillenspiegel | Medaillenspiegel | Medaillenspiegel | Medaillenspiegel | Medaillenspiegel |
| Platz                          | Land             | G                | S                | B                | Gesamt           |
| ------------------------------ | ---------------- | ---------------- | ---------------- | ---------------- | ---------------- |
| 1                              | England          | 58               | 59               | 57               | 174              |
| 2                              | Australien       | 49               | 42               | 46               | 137              |
| 3                              | Kanada           | 32               | 16               | 34               | 82               |
| 4                              | Schottland       | 19               | 15               | 19               | 53               |
| 5                              | Indien           | 15               | 30               | 19               | 64               |
| 6                              | Neuseeland       | 14               | 14               | 17               | 45               |
| 7                              | Südafrika        | 13               | 10               | 17               | 40               |
| 8                              | Nigeria          | 11               | 11               | 14               | 36               |
| 9                              | Kenia            | 10               | 10               | 5                | 25               |
| 10                             | Jamaika          | 10               | 4                | 8                | 22               |
| Vollständiger Medaillenspiegel |                  |                  |                  |                  |                  |

Die 20. Ausgabe der Commonwealth Games wurde im Jahre 2014 im schottischen Glasgow ausgerichtet. 256 Medaillenevents in 17 Sportarten fanden über 11 Tage vom 24. Juli bis 3. August statt, die Eröffnungsfeier bereits am Vortag. Die Commonwealth Games 2014 waren die dritten in Schottland und die sechsten im Vereinigten Königreich.

## Bewerbungsprozess

### Zeitlicher Ablauf
Die Bewerber hatten bis zum 24. Februar 2006 Zeit, ihr Interesse an der Ausrichtung der Commonwealth Games Federation (CGF) mitzuteilen. Anschließend musste eine Bewerbungsgebühr von 60.000£ an die CGF überwiesen werden. Am 9. Mai 2007 wurden die Bewerber offiziell zu Candidate Cities und durften ab diesem Zeitpunkt ein Bewerbungslogo mit dem Emblem der Commonwealth Games führen. Im Juni und Juli 2007 wurden die Bewerbungen durch die CGF Evaluierungskommission untersucht, deren Ergebnisse am 9. September 2007 veröffentlicht wurden. Zur Abstimmung über den Austragungsort der Commonwealth Games 2014 kam es schließlich am 9. November 2007 in Sri Lanka. Glasgow hat die Wahl mit 47:24 Stimmen gegen Abuja gewonnen.

### Abuja, Nigeria
Die nigerianische Hauptstadt Abuja wollte vor allem damit punkten, erstmals Commonwealth Games in Afrika auszurichten. Viele der vorgesehenen Sportstätten existierten bereits. Rund um das Nationalstadion mit 60.000 Plätzen befanden sich bereits ein Hockeystadion für 4.000 Zuschauer, ein Velodrom mit 3.000 Sitzplätzen, ein 2.000 Zuschauer fassendes Wassersportzentrum sowie zwei Sporthallen mit 3.000 bzw. 2.000 Sitzplätzen.

### Glasgow, Schottland
Schottlands größte Stadt Glasgow wollte erstmals die Commonwealth Games in die Stadt holen. Ein Großteil der vorgesehenen Anlagen existierte bereits, lediglich der Sportkomplex National Indoor Sports Arena and Sir Chris Hoy Velodrome, eine neue Halle im Scottish Exhibition and Conference Centre (SECC) und das Athletendorf mussten neu errichtet werden. Glasgows Bewerbung galt als technisch hochstehend.

### Halifax, Kanada
Halifax hatte sich bereits im Dezember 2005 in der internen kanadischen Auswahl gegen Hamilton, die York Region und Ottawa durchsetzen können und galt als aussichtsreicher Kandidat, auch da nach den Spielen 1994 bereits über einen längeren Zeitraum keine Commonwealth Games mehr in Kanada stattgefunden hatten. Nachdem Informationen an die Öffentlichkeit traten, die Ausrichtung könnte bis zu 1,7 Mrd. CAD kosten, zogen sich die Stadt und die Provinz, kurze Zeit später auch die Regierung in Ottawa, aus dem Projekt zurück, wodurch Halifax seine Kandidatur zurückziehen musste.

## Sportarten und Zeitplan
Zehn der bei den Spielen ausgetragenen Sportarten waren durch die CGF festgelegt, sieben weitere konnte das Organisationskomitee selbst auswählen.
Die nachfolgende Tabelle stellt den Zeitplan dar. Die Links in der ersten Spalte führen zu Seiten mit detaillierten Ergebnissen. In den gelben Kästchen steht die Anzahl der Entscheidungen am jeweiligen Tag, in der letzten Spalte die Gesamtanzahl der Wettbewerbe in den einzelnen Sportarten.
|  | Eröffnungsfeier |  | Qualifikation |  | Entscheidung |  | Abschlussfeier |

| Juli / August              | 23. | 24. | 25. | 26. | 27. | 28. | 29. | 30. | 31. | 01. | 02. | 03. | Ges. |
| -------------------------- | --- | --- | --- | --- | --- | --- | --- | --- | --- | --- | --- | --- | ---- |
| Feiern                     |     |     |     |     |     |     |     |     |     |     |     |     |      |
| Badminton                  |     |     |     |     |     | 1   |     |     |     |     |     | 5   | 06   |
| Bowls                      |     |     |     | 1   | 2   | 2   |     | 2   | 3   |     |     |     | 10   |
| Boxen                      |     |     |     |     |     |     |     |     |     |     | 11  |     | 11   |
| Gewichtheben               |     | 2   | 2   | 2   | 2   | 2   | 2   | 2   | 1   |     | 4   |     | 19   |
| Hockey                     |     |     |     |     |     |     |     |     |     |     | 1   | 1   | 02   |
| Judo                       |     | 5   | 4   | 5   |     |     |     |     |     |     |     |     | 14   |
| Leichtathletik             |     |     |     |     | 3   | 4   | 7   | 7   | 7   | 7   | 9   |     | 44   |
| Netball                    |     |     |     |     |     |     |     |     |     |     |     | 1   | 01   |
| Radsport                   |     | 4   | 4   | 5   | 4   |     | 2   |     | 2   |     |     | 2   | 23   |
| Rhythmische Sportgymnastik |     | 1   | 1   | 4   |     |     |     |     |     |     |     |     | 06   |
| Ringen                     |     |     |     |     |     |     | 5   | 5   | 4   |     |     |     | 14   |
| 7er-Rugby                  |     |     |     |     | 1   |     |     |     |     |     |     |     | 01   |
| Schießen                   |     |     | 3   | 5   | 2   | 4   | 5   |     |     |     |     |     | 19   |
| Schwimmen                  |     | 6   | 8   | 7   | 7   | 8   | 8   |     |     |     |     |     | 44   |
| Squash                     |     |     |     |     |     | 2   |     |     |     |     | 1   | 2   | 05   |
| Tischtennis                |     |     |     |     | 1   | 1   |     |     |     | 2   | 3   |     | 07   |
| Triathlon                  |     | 2   |     | 1   |     |     |     |     |     |     |     |     | 03   |
| Turnen                     |     |     |     |     |     |     | 2   | 2   | 5   | 5   |     |     | 14   |
| Wasserspringen             |     |     |     |     |     |     |     | 3   | 2   | 3   | 2   |     | 10   |
| Juli / August              | 23. | 24. | 25. | 26. | 27. | 28. | 29. | 30. | 31. | 01. | 02. | 03. | Ges. |

## Teilnehmende Länder
Insgesamt 71 Nationen entsandten eine Mannschaft zu den Commonwealth Games. Gambia gab am 6. Oktober 2013 bekannt, auf eine Teilnahme zu verzichten.
- Anguilla
- Antigua und Barbuda
- Australien
- Bahamas
- Bangladesch
- Barbados
- Belize
- Bermuda
- Botswana
- Britische Jungferninseln
- Brunei
- Cookinseln
- Dominica
- England
- Falklandinseln
- Fidschi
- Ghana
- Gibraltar
- Grenada
- Guernsey
- Guyana
- Indien
- Isle of Man
- Jamaika
- Jersey
- Cayman Islands
- Kamerun
- Kanada
- Kenia
- Kiribati
- Lesotho
- Malawi
- Malaysia
- Malediven
- Malta
- Mauritius
- Montserrat
- Mosambik
- Namibia
- Nauru
- Neuseeland
- Nigeria
- Niue
- Norfolkinsel
- Nordirland
- Pakistan
- Papua-Neuguinea
- Ruanda
- St. Helena, Ascension und Tristan da Cunha
- St. Kitts und Nevis
- St. Lucia
- St. Vincent und die Grenadinen
- Salomonen
- Sambia
- Samoa
- Schottland
- Seychellen
- Sierra Leone
- Singapur
- Sri Lanka
- Südafrika
- Swasiland
- Tansania
- Tonga
- Trinidad und Tobago
- Turks- und Caicosinseln
- Tuvalu
- Uganda
- Vanuatu
- Wales
- Zypern

## Sportstätten
Die Sportstätten der 20. Commonwealth Games befanden sich großteils in drei Zonen innerhalb Glasgows. Das Athletendorf für die rund 4.500 erwarteten Sportler wurde im East End errichtet.

### South Side
Wichtigste Anlage im Glasgow South Side Cluster war der Hampden Park mit 52.500 Sitzplätzen als Austragungsort für die Leichtathletikwettbewerbe und die Schlussfeier. Das Ibrox Stadium mit einer Kapazität von 50.000 Zuschauern diente als Schauplatz für Rugby. Des Weiteren befanden sich die Cathkin Braes Mountain Bike Trails – Austragungsort für Mountain Bike – in dieser Zone.

### East End
Direkt neben dem Athletendorf befand sich der Celtic Park für 60.000 Zuschauer, in dem die Eröffnungsfeier ausgerichtet wurde. Außerdem befand sich im Glasgow East End Cluster noch eine der wenigen neu erbauten Anlagen: Der Sportkomplex National Indoor Sports Arena and Sir Chris Hoy Velodrome war Schauplatz für die Bahnradrennen (2.500 Plätze) und Badminton (5.000 Plätze). Das Tollcross International Swimming Centre mit 5.000 Sitzplätzen als Austragungsort für Schwimmen und das temporäre Glasgow Green Hockey Centre für Feldhockey waren ebenfalls Teil des East Ends.

### West End
Unter anderem war für den Glasgow West End Cluster der Scottish Exhibition and Conference Centre (SECC) Precinct als Austragungsort für Boxen, Turnen, Judo, Netball, Ringen und Gewichtheben geplant. Die für die Spiele neu errichtete Hydro Arena mit 12.500 Sitzplätzen war hierbei als Schauplatz für Turnen ein zentraler Bestandteil des Sportstättenkonzepts Glasgows. Mit Blick auf die Kelvingrove Art Gallery and Museum war im Kelvingrove Lawn Bowls Centre Bowls zu sehen. Der Scotstoun Sports Campus diente schließlich als Schauplatz für Tischtennis und Squash.

### Sonstige Anlagen
Zusätzlich zu den zehn Sportstätten in den drei Zonen gab es noch drei weitere Anlagen. Im Strathclyde Country Park fand der Triathlon statt. Dazu gab es mit dem Barry Buddon Shooting Centre und dem Royal Commonwealth Pool zwei Commonwealth-Games-erprobte Sportstätten in Edinburgh.